# Arctia pentapunctata
Arctia pentapunctata là một loài bướm đêm thuộc phân họ Arctiinae, họ Erebidae.